# Płóczki
Płóczki (niem. Querseiffen) – część Karpacza, zwana też Zarzeczem, leżąca  w województwie dolnośląskim, w powiecie karkonoskim.

## Położenie
Płóczki to dawna wieś, a obecnie część Karpacza leżąca między Łomnicą i Łomniczką, w dolinie Dzikiego Potoku, na wysokości 520–700 m n.p.m.

## Podział administracyjny
W latach 1975–1998 miejscowość administracyjnie należała do województwa jeleniogórskiego.

## Historia
Płóczki powstały w 1412 roku, kiedy przesiedlili się tu mieszkańcy sąsiedniej wsi zniszczonej w wyniku katastrofalnego oberwania chmury. W 1737 roku mieszkało tu 4 kmieci, 17 zagrodników i 8 chałupników. Największy rozwój wsi przypadł na XVIII wiek, kiedy to na północnym zboczu Karpatki rozpoczęto wydobycie rudy srebra. W 1845 roku w miejscowości było 31 budynków, w tym szkoła ewangelicka i gospoda. W 1895 roku doprowadzono linię kolejową i zbudowano stację co przyczyniło się do dalszego rozwoju miejscowości. W okresie międzywojennym Płóczki włączono do Karpacza. Po 1945 roku miejscowość zachowała charakter wsi pomimo budowy kolejnych ośrodków wczasowych.

## Nazwy historyczne
- 1418 – Twerchseyfen
- 1747 – Querseiffen
- 1789 – Quesseifen
- 1845 – Querksdorf, Querkseife, Querseifen
- 1945 – Płuczki, Płóczki

## Szlaki turystyczne
W Płóczkach przy dawnej stacji kolejowej znajduje się węzeł szlaków turystycznych:
- z Kowar do Karpacza Górnego,
- do schroniska PTTK „Nad Łomniczką”,
- na Przełęcz Sowią.